# Snæfellsnes
Snæfellsnes er en halvø vest for Borgarfjörður med et areal på 688,8 km² og 1.641 indb. (2018), på den vestlige del af Island. Snæfellsnes befinder sig mellem bugten Faxaflói og fjorden Breiðafjörður. 
I nærheden af  Hellissandur har den islandske radio sendeanlægget  Gufuskálarfor Langbølgebåndet. Den til dette anlæg hørende sendemast er 412 meter høj og er en af de højeste antenner i Vesteuropa.
På halvøen ligger blandt andet vulkanen Snæfellsjökull, der bliver regnet som et af Islands nationalsymboler. Med en højde på 1446 meter over havet er det det højeste fjeld på halvøen, og det har en isbræ på toppen. Vulkanen kan ses fra Reykjavík på klare dage, en afstand på omkring 120 km. Fjeldet er også kendt fra romanen Rejsen til Jordens indre af den franske forfatter Jules Verne. Området rundt om Snæfellsjökull er blevet gjort til nationalpark af den islandske stat.
Halvøen er også åsted for Laxdæla saga og Eyrbyggja saga, og var fødested for et af de første vestnorrøne medlemmer af Væringgarden, Bolli Bollasson. Blandt andre historiske personligheder som levede i området ifølge sagaerne var Guðrún Ósvífursdóttir, Bolli Þorleiksson og Snorre Gode.

## Halvøens kommuner
- Snæfellsbær (1625 indb. 2017). Kommunen opstod den 11. juni 1994 gennem sammenslutning af kommunerne Ólafsvík (Ólafsvíkurbær), Staðarsveit, Breiðuvíkurhreppur og Neshreppur.
- Helgafellssveit (52 indb. 2017) Kirkestedet er Helgafell. I kommunens vestlige område ligger lavafeltet Berserkjahraun.
- Grundarfjörður ( (869 indb. 2017) Der en videregående skole og flere serviceinstitutioner. Området omkring bygden Grundarfjörður er kendt for sit rige fugleliv.
- Stykkishólmur (1168 indb. (2017)  er en bykommune. Indtil 1892 hørte bygden til kommunen Helgafellssveit. 1987 fik den sin markedsrettigheder (isl. kaupstaðurréttindi).

## Halvøens bygder
- Stykkishólmur med (1168 indb. (2017) ligger på nordsiden af halvøen. Med en smuk og velbevaret bymidte. Hovedbeskæftigelsen er fisk og turisme. Der er færgeforbindelse til den lille ø Flatey. Bygden er kendt som porten til de mange øer i Breiðafjörður.
- Grundarfjörður (825 indb. 2017). Indbyggerne lever overvejende af fiskeri og forarbejdning, men også af handel og turisme. Byen har en beskytte havn, som også besøges af krydstogtskibe
- Ólafsvík (945 indb. (2017) på halvøens nordvestlige del er en vigtig fiskerbygd og handelscentrum for omegnens landmænd.
- Rif er en fiskebygd mellem Hellissandur og Ólafsvík ved Breiðafjörður. I Senmiddelalderen var Rif en vigtig handelshavn. I området findes der en stor rugekoloni med havterner.
- Hellissandur (370 indb. (2017) er in lille fiskebygd. Fiskeriet har her en lang tradition. Allerede i middelalderen befandt sig her ved de i nærheden rige fiskegrunde en fiskerbygd. Bygden har et fiskerimuseum. I nærheden findes der ruiner fra middelalderen, som irske munke formodentlig har bygget. Cirka en km sydøst for bygden ligger det tidligere tingsted, en større gård og kirken Ingjaldshólskirkjaen fra 1903.
- Hellnar vest for Rif ved halvøens nordkyst består af nogle bondegårde, et hotel, en sommercafé, og et informationscentrum for nationalparken Snæfellsjökull.
- Arnarstapi ligger på sydsiden af vulkanens Snæfellsjökull og en har en eroderet sort klippekyst. Allerede siden middelalderen befandt sig her en vigtig fiskeplads, da Arnarstapi rådede over flere beskyttede landingspladser for robåde.
- Búðir er en  bygd som i nutiden kun består af en kirke og et hotel, men var i fortiden en vigtig handelsplads indtil 1931. Cirka 3 km fra hotellet ligger Frambúðir, hvor der ligge mange ruiner og rester fra tidligere bygninger. Sporene rækker tilbage ind i det 16. århundrede.

## Galleri
- Snæfellsvegur på halvøen
- Toppen af Snæfellsjökull
- Fiskebygden Arnarstapi
- Hellissandur
- Stykkishólmur
- Grundarfjörður
- Grundarfjörður
- Fyrtårnet ved Malarrif i Snæfellsjökull-Nationalpark